# Simone Debout-Oleszkiewicz
Pour les articles homonymes, voir Debout et Oleszkiewicz.
Simone Debout-Oleszkiewicz est une philosophe et résistante française, née le 29 mai 1919 à Paris, où elle est morte le 10 décembre 2020 à Paris,,,,. Elle est connue pour être une spécialiste de l’œuvre de Charles Fourier et du fouriérisme, des utopies et du second surréalisme.

## Biographie
Simone Debout-Oleszkiewicz naît Devouassoux le 29 mai 1919. Elle réalise des études de philosophie à la Sorbonne et suit les cours de Maurice Merleau-Ponty à l’École normale. En parallèle, elle devient membre des Jeunesses communistes. Elle quitte le PCF en 1939, à l'annonce du pacte germano-soviétique, mais le réintègre en 1941 pour rejoindre la Résistance, avec François Cuzin, Yvonne Picard, Jean-Toussaint Desanti, Sartre, Beauvoir et Maurice Merleau-Ponty. Elle participe notamment au journal clandestin Sous la botte, au journal et aux groupes Socialisme et liberté. En 1942, elle est secrétaire des étudiants communistes de la Sorbonne.
Elle travaille avec Pierre Hervé et Fernand Dupuy et dirige le journal clandestin Les Allobroges avec Ludwig Oleszkiewicz qui deviendra son mari. Elle est également membre du comité départemental de libération de l'Isère. À la Libération, elle poursuit son travail de directrice du journal, qu'elle quitte, tout comme le parti communiste, fin 1945.
En 1960, Fernand Rude, ami résistant, lui présente Théorie des quatre mouvements de Charles Fourier. Commence alors pour la philosophe son travail sur Charles Fourier et le Fouriérisme. En 1965, elle découvre aux Archives nationales Le Nouvel Ordre amoureux, texte inédit du philosophe, qu'elle publie en 1967,.
Elle devient par la suite chercheuse au CNRS,, et poursuit un projet de thèse avec Henri Gouhier. À partir de 1971, elle réalise une édition des œuvres complètes de Fourier, en douze volumes aux éditions Anthropos, et rédige également de nombreux articles dans des revues comme La Revue de Métaphysique et morale, Les Temps modernes, Esprit, Critique, Libre, Passé Présent, Po&sie et Europe.  Elle entretient également une grande correspondance avec André Breton, et publie plusieurs ouvrages, dont L’Utopie de Charles Fourier et Griffe au nez paru en 1974 et réédité par Payot en 1999.
Elle meurt à Paris, le 10 décembre 2020, à son domicile.

## Œuvre
- Charles Fourier, Le Nouveau Monde amoureux : manuscrit inédit, texte intégral, notes et introduction de Simone Debout-Oleszkiewicz, 1967.
- « Griffe au nez » ou donner « have ou art », écriture inconnue de Charles Fourier, Anthropos, 1974 (dessin de Dimitri Varbanesco ; Payot, Paris, 1999.
- L'Utopie de Charles Fourier, les Presses du réel, 1998.
- André Breton et Simone Debout, Correspondance 1958-1966, suivi de Mémoire d’André Breton à Charles Fourier : la révolution passionnelle et de Rétrospections, édition établie, annotée et présentée par Florent Perrier, avec le concours d’Agnès Chekroum, Éditions Claire Paulhan, 2019[9],  (ISBN 978-2-912222-65-7).
- Payer le mal à tempérament (sur Sade & Fourier), Présentation de Emmanuel Loi, Quiero, Forcalquier, 2021.  (ISBN 978-2-914363-24-2)